# Coral Pink Sand Dunes State Park

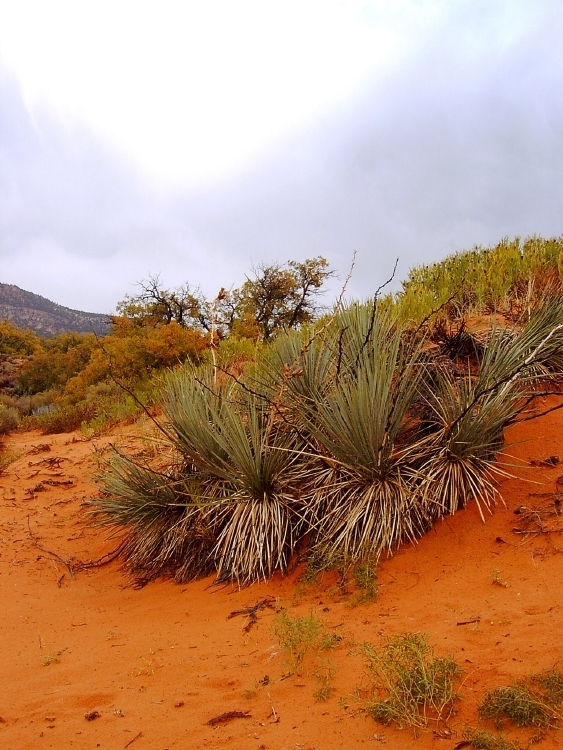
Dünengräser

Der Coral Pink Sand Dunes State Park ist ein State Park im Süden Utahs an der Straße 43, nicht weit von der Stadt Kanab entfernt. Der Park wurde 1963 gegründet.
Eine Einkerbung zwischen den Moquith- und Moccasin-Bergen verursacht eine Erhöhung der Windgeschwindigkeit, welche stark genug ist, um erodierten Navajo-Sandstein mitzureißen. Dieses Phänomen ist unter der Bezeichnung Venturi-Effekt bekannt. Wenn der Wind dann nach der Einkerbung das offene Tal erreicht, verringert sich die Geschwindigkeit wieder und der Sand wird dort abgelagert.
Der Park liegt in einer Höhe von rund 1800 m. Dadurch gibt es relativ viel Niederschlag, welcher dafür sorgt, dass einige Tiere und Pflanzen im Park heimisch sind.
An Pflanzen kommen unter anderem Kiefern, Dünengräser (welche bis zu 180 cm groß werden können) und Wildblumen vor, deren Blütezeit im Juni liegt. Die Tierwelt wird von Rotwild, Kojoten, Füchsen, Kaninchen und kleineren Nagetieren vertreten. Durch schmelzenden Schnee bilden sich kleine Teiche, welche Lebensraum für Salamander und Kröten bilden. Eine Besonderheit ist der Coral-Pink-Tigerkäfer, eine Unterart der Sandlaufkäfer, welche ausschließlich in diesem State Park vorkommt. Rund 107 ha des Parkes stehen unter besonderem Schutz, um den Lebensraum dieses Käfers zu erhalten.
Weitere 485 ha des Parks sind für die Benutzung von Quads und ähnlichen Fahrzeugen freigegeben.
In folgenden Filmen diente der Park als Kulisse: Arabian Nights (1942), Ali Baba und die 40 Räuber (1943), Timbuktu (1958), MacKenna's Gold (1969), One Little Indian (1973).